# Xostylus longiflagellatus
Xostylus longiflagellatus är en kräftdjursart som beskrevs av Yakov Avadievich Birstein 1970. Xostylus longiflagellatus ingår i släktet Xostylus, ordningen gråsuggor och tånglöss, klassen storkräftor, fylumet leddjur och riket djur. Inga underarter finns listade i Catalogue of Life.